# Namasector
Namasector — вимерлий рід гієнодонтових ссавців родини Prionogalidae. Скам'янілості знайдено у Намібії. Описано 1 вид: Namasector soriae.